# Aleksandr Rachmanov
Aleksandr Andreevič Rachmanov, in russo Александр Андреевич Рахманов? (Čerepovec, 28 agosto 1989), è uno scacchista russo.
Ha ottenuto il titolo di Maestro Internazionale nel 2006 e di Grande maestro nel 2007, all'età di 18 anni.

## Principali risultati
- 2008  – in luglio vince il Paleochora Open di Pelekanos in Grecia;[1]
- 2010  – in giugno vince l'open di Voronež;[2]
- 2012  – in ottobre vince il torneo di Guarenas in Venezuela;[3]
- 2013  – in aprile vince il Campionato open di Dubai[4]; in novembre vince il Panama Chess Open di Panama;[5]
- 2014  – in marzo vince il North-West Chess Championship di San Pietroburgo[6]; in giugno vince il 44º Bosna Open di Sarajevo[7]; in agosto vince il torneo blitz di Abu Dhabi;[8]
- 2017  – in aprile vince a pari merito il 19º open di Dubai[9] e il Kortchnoi Memorial di Zurigo[10];  in novembre vince il 3º torneo open Lenin di Capri.

Ha raggiunto il rating FIDE più alto nel maggio 2017, con 2676 punti Elo, 70º al mondo.
Alcune partite notevoli:
- Sanan Sjugirov – Rachmanov, Camp. russo U20, 2008 – Siciliana var. Nimzovich
- Robert Aghasarian - Rachmanov, Bronstein Memorial 2014 – Indiana var. Wade-Tartakower
- Gata Kamskij - Rachmanov, Camp. del mondo blitz 2013 – Difesa Horwitz A40